# زاهوروویتسه
زاهوروویتسه (به چکی: Záhorovice) یک منطقهٔ مسکونی در جمهوری چک است که در ناحیه اوهرسکه هرادیشتی واقع شده‌است. زاهوروویتسه ۱۴٫۹۱ کیلومتر مربع مساحت و ۱٬۰۷۵ نفر جمعیت دارد و ۲۴۸ متر بالاتر از سطح دریا واقع شده‌است.